# Newark (Delaware)
Newark je grad u američkoj saveznoj državi Delaver. Prema popisu stanovništva iz 2010. u njemu je živjelo 31.454 stanovnika.